# Bromus commutatojaponicus
Bromus commutatojaponicus är en gräsart som beskrevs av Erasmus Iuliu Nyárády. Bromus commutatojaponicus ingår i släktet lostor, och familjen gräs. Inga underarter finns listade i Catalogue of Life.